# Bourse des valeurs
Pour les articles homonymes, voir bourse.

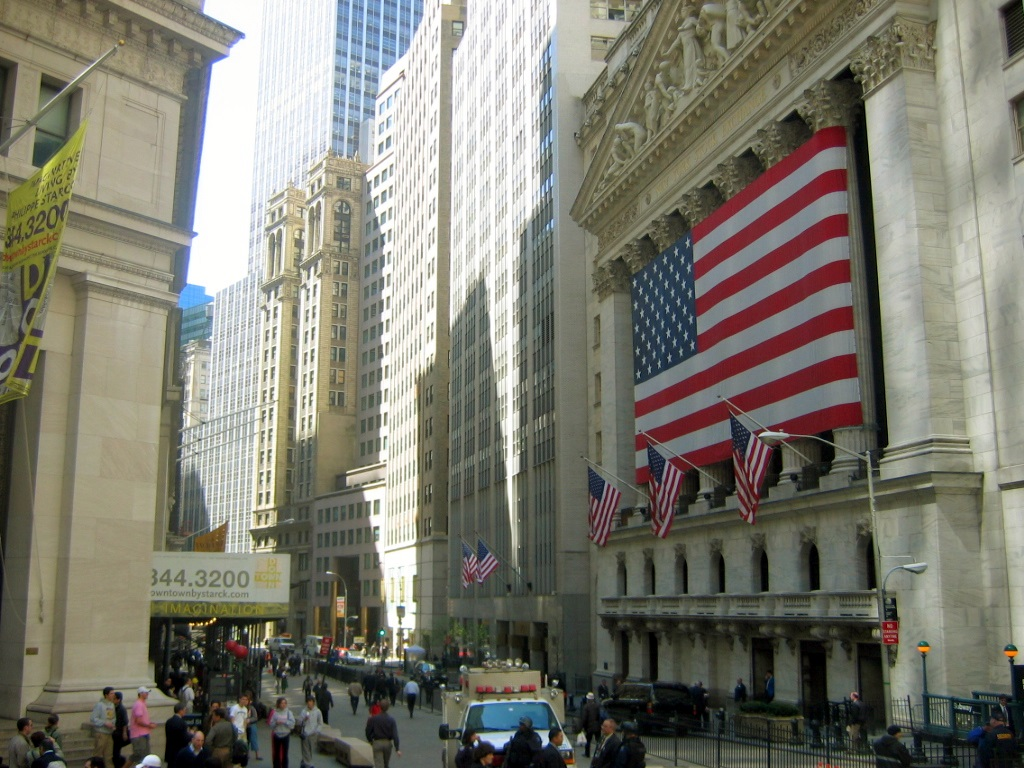
New York Stock Exchange en 2005.

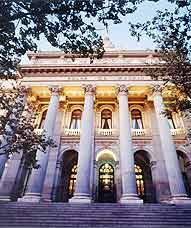
Bourse à Madrid, Espagne.

La bourse des valeurs est le lieu où s'échangent les valeurs mobilières, c'est-à-dire des titres financiers négociables, interchangeables et fongibles : actions, obligations, titres de créances négociables, parts d'OPCVM (sicav et FCP), bons de souscription, certificats d'investissement, warrants, options et stocks options. Les devises s'échangent sur le marché des changes et les matières premières dans les bourses de commerce. Ces dernières ont souvent été le premier lieu d'accueil de ces trois types de marché.

## Valeurs inscrites sur ces bourses
Le marché de valeurs mobilières comprend le marché primaire  où les nouvelles valeurs mobilières sont proposées à la souscription, dès leur émission : par exemple, pour les actions, lors de la création de l'entreprise ou au cours de sa vie, grâce à une opération dite d'introduction en bourse (IPO en anglais), et le marché secondaire, autrement dit portant sur des titres déjà émis, déjà acquis par d'autres acteurs souhaitant les négocier. La bourse incarne le marché secondaire, très réglementé par rapport au marché de gré à gré. En effet, ce dernier est organisé par l'ensemble des sociétés de bourse (aujourd'hui des prestataires en services d'investissement) qui organisent, chacune pour sa part, des transactions sur les ordres d'achat et de vente qu'elle reçoit. Une entreprise – l'émetteur – peut choisir d'introduire ses titres en bourse à l'effet de bénéficier de ses avantages. Pour cela, elle doit répondre à un certain nombre de conditions qui ne sont pas exigées lors de l'émission. À partir du moment de son introduction en bourse, les transactions sur le titre d'une entreprise étaient interdites sur le marché de gré à gré jusqu'à la directive MIF de 2007, qui a supprimé l'obligation de concentration des ordres. La bourse permettait ainsi de fixer pour le titre un prix unique et connu par tous les opérateurs du marché financier.
La procédure d'introduction en bourse consiste donc pour une entreprise à faire le choix d'admettre ses titres (actions, obligations ou titres hybrides) à la cotation au sein de la bourse, en contrepartie de paiement d'une commission d'introduction pour la société de gestion de la bourse.
Une bourse propose plusieurs types de sociétés à la cote. Ces sociétés sont classées en compartiments en fonction de la liquidité de leurs titres : par exemple pour la Bourse de Paris, le compartiment « star » est le CAC 40, mais il y a aussi un compartiment pour les PME-PMI, pour les sociétés récentes à forte croissance, pour le marché à terme (SRD), etc.
Enfin, la bourse permet de négocier les titres immédiatement sur le marché au comptant: la transaction est accompagnée de la livraison du titre et de son paiement ou à terme (marché à terme ou service de règlement différé à Paris) : la transaction donne le droit aux parties d'obtenir le titre ainsi que son paiement dans le futur.

## Les différentes valeurs mobilières
Les actions sont des parts de sociétés anonymes, les obligations des parts de dette émis par des sociétés ou l'État (comme les OAT de l'État français).

## Rôle économique de la bourse de valeur
Les bourses de valeur ont pour rôle de faciliter le financement de l'économie, par deux moyens :
- en concentrant l'offre et la demande de capitaux : c'est une alternative aux échanges de gré à gré, qu'ils se fassent sur des marchés dédiés, ou via le bouche à oreille.
- en assurant la négociabilité des titres financiers, et donc la liquidité : un titre financier coté en bourse est plus facilement revendable. Cela permet à l'investisseur de financer des titres à durée de vie longue sans pour autant l'obliger à immobiliser ses capitaux sur la durée de vie prévue du titre.

Ces deux fonctions ont été les deux moteurs à l'origine de la création des bourses de valeurs.
La bourse est un marché réglementé. Pour éviter que certains actionnaires, en particulier les dirigeants, ne profitent d'informations privilégiées, les entreprises doivent rendre public tout ce qui permet de comprendre leur activité. La loi impose le recours à la procédure de l'OPA, ou OPE en cas de rachat ou fusion d'entreprises.
Pour permettre à leurs clients d'investir en bourse, les banques ont créé des organismes de placement collectif en valeurs mobilières (OPCVM) : les sociétés d'investissement à capital variable (sicav) et les fonds communs de placement (FCP). Chaque sicav ou FCP peut regrouper l'épargne de plusieurs milliers de personnes, confiée à un gérant professionnel. C'est la gestion collective.

## Liquidité, profondeur et flottant
Le flottant est la part du capital qui est en bourse et la profondeur du marché le nombre d'investisseurs susceptible de s'y intéresser. La liquidité du marché est la part du capital réellement échangée, en moyenne, à chaque instant. En moyenne, moins d'un millième du flottant change de mains chaque heure à la Bourse de Paris. Les cours fluctuent selon la loi de l'offre et de la demande : si la demande est plus forte que l'offre, les prix montent et inversement. Les investisseurs font parfois preuve de mimétisme, selon la finance comportementale.
Lorsque la présence des acheteurs est trop irrégulière, les vendeurs risquent de céder leurs actions avec une ristourne. De même, il faut une présence minimum des vendeurs. Sinon, les acheteurs doivent momentanément payer des cours surévalués. Lorsque la « liquidité du marché » est insuffisante, il faut plus de profondeur du marché : la société doit fournir des informations fiables, précises, permettant à un nombre minimum d'investisseurs de comprendre son activité. Il faut aussi un « flottant » minimum : une société familiale qui place 40 % de son capital en bourse aura une plus grande profondeur du marché et donc une meilleure liquidité du marché pour son action que si le flottant est seulement de 20 %.

## Ordres de bourse et le règlement différé
À la Bourse de Paris, il est possible de négocier les titres en prévoyant la livraison et le paiement un mois après, via le service de règlement différé. Les ordres de bourse sont regroupés en amont par les banques puis transmis à des courtiers, qui les exécutent via un système informatique, selon le mode choisi par le client :
- à cours limité ;
- à seuil de déclenchement (ordre stop) ;
- à la meilleure limite ;
- au marché.

## Histoire
L'histoire boursière s'est faite par étapes : premières sociétés par actions, comme la Société de moulins de Bazacle de Toulouse en 1250, puis connexions entre places internationales, accumulation du capital par la dette publique ou le négoce de matières premières, grands projets d'infrastructures pilotés par l'État et spéculations successives sur des marchés en émergence ou des technologies : épices des Indes, commerce dans le Pacifique, Mississippi, mines en profondeur, chemin de fer, électricité, télécoms, informatique...
Au Moyen Âge aussi, le premier marché vénitien aux parts de navire a lieu, dans le quartier du Rialto. Au XIIIe siècle à Bruges, le négoce européen prit l'habitude de se réunir à l'hôtel de la famille Van der Buerse. D'autres berceaux de la bourse également cités sont le Portugal, l'Italie et l'Espagne. Quand le port de Bruges s'ensabla, la rivale Anvers prit le relais. Les guerres de religion décimant Anvers, les protestants fuirent à Amsterdam. La Compagnie néerlandaise des Indes orientales y réalise dès 1602, une énorme augmentation de capital apportant des capitaux propres dix fois supérieurs à ceux de la Compagnie anglaise des Indes orientales, fondée en 1600.
La Bourse de Lyon, apparue vers 1540 pour les effets de commerce, accueille en 1555 le Grand Parti de Lyon, premier emprunt royal international et à long terme, de deux millions d'écus sur 11 ans. Au Royal Exchange de Londres, Thomas Gresham réalise au contraire une nationalisation de dette royale et reproduit le fonctionnement de la Bourse d'Anvers vers 1575.
En 1719, l'Écossais John Law ouvrit une banque à Paris, sur le modèle de la Banque d'Angleterre, créée lors de la Révolution financière britannique, qui a vu les sociétés anonymes par action, cotées en bourse, s'imposer au détriment des compagnies à chartes détentrices d'un monopole d'État. En 1700, il s'en trouve 140 sur la place de Londres contre 24 en 1688.
La banque de John Law rachète la Compagnie du Mississippi représentant des richesses en Louisiane puis ses actions sont échangées contre les titres de la dette publique. Elle fit faillite après un krach, les épargnants demandant à être remboursés. La Bourse de Paris s'est tenue successivement rue Quincampoix, place Vendôme puis au Palais-Royal, au moment des grandes spéculations boursières sous Louis XVI, et n'obtient son palais Brongniart qu'en 1826. À l'indépendance des États-Unis, des bourses naissent à Boston, Philadelphie et New York, ces deux dernières se menant une concurrence pendant un demi-siècle. Les courtiers se réunissent à Wall Street dès 1790.
Au XIXe siècle, après les règlementations de la Révolution française, les états français, américains et belges utilisent la bourse pour financer des banques centrales et des sociétés de canaux. Les années 1820 en Angleterre et les années 1830 en Belgique voient se multiplier les introductions en bourse. Quatre secteurs dominent d'abord : canaux, chemin de fer, mine et banques tentant de populariser le papier-monnaie. En France, elles sont absentes jusqu'en 1852 et souffrent de sous-capitalisation. Il faut attendre la fin du siècle pour voir cotées de nombreuses sociétés industrielles, qui sont mises en valeur par la création de l'indice Dow Jones. Les bourses de Milan, Francfort, Madrid et Genève sont respectivement créées en 1801, 1820, 1831 et 1850. Celles de Tokyo et Hong Kong en 1878 et 1891.
En septembre 2000, la Bourse de Paris, où la criée avait subsisté jusqu'en 1999 pour les contrats à terme (MATIF) et les options (MONEP), rachète les bourses de Bruxelles, d'Amsterdam et de Lisbonne pour créer Euronext, qui a ensuite racheté la bourse des produits dérivés de Londres, le LIFFE puis en avril 2007 fusionné avec le New York Stock Exchange pour créer NYSE Euronext. En mai 2007, le Nasdaq acquiert le suédois OMX, qui contrôle sept places boursières scandinaves et baltes : Stockholm (Suède), Copenhague (Danemark), Helsinki (Finlande), Reykjavik (Islande), Tallinn (Estonie), Riga (Lettonie) et Vilnius (Lituanie), puis en juin 2007, le London Stock Exchange de Londres rachète la Borsa Italiana de Milan. Au Canada, la Bourse de Toronto, TSX, rachète la Bourse de Montréal en décembre 2007 pour former le Groupe TMX, repris par le London Stock Exchange en février 2011. Certains projets ne se concrétisent pas. En octobre 2010, Singapour échoue à racheter Sydney. En février 2011, Deutsche Börse et NYSE Euronext annoncent des négociations en vue d'un éventuel rapprochement qui n'aboutissent pas.

## Performance de long terme des actions
Selon l'édition 2023 du Credit Suisse Global Investment Returns Yearbook, le rendement réel annuel des actions de 1900 à 2022 en dollars américains s'est élevé à 5,0 % contre 1,7 % pour les obligations et 0,4 % pour les bons du Trésor. Le marché le plus rentable a été celui de l'Australie (6,7 %), suivi par Wall Street (6,4 %) ; la France (3,4 %) se classe au 17e rang sur 21 pays, loin derrière le Royaume-Uni (5,3 %) et la Suisse (4,5 %). Les marchés les plus volatils ont été l'Allemagne, l'Italie et le Japon. En France, la génération du baby-boom, née entre 1943 et 1960, est celle qui a connu la période boursière la plus faste, avec une performance annuelle des actions de près de 7 %. En 1900, les actions françaises traitées sur 6 bourses (Paris, Lyon, Marseille, Toulouse, Bordeaux et Nantes), pesaient 11,2 % de la capitalisation boursière mondiale ; près du quart du marché boursier mondial était représenté par les sociétés britanniques contre 15 % pour Wall Street. Cent vingt-trois ans plus tard, les actions américaines ont vu leur poids multiplié par 4 (58 % du total mondial) tandis que celles de la France (3 %) et de Grande Bretagne (4 %) ont vu les leurs divisés respectivement par 4 et 6.

## Palmarès des capitalisations boursières à fin 2009
| Rang | Bourse                     | Pays        | Capitalisation boursière fin 2009 (en milliards de dollars) | Capitalisation boursière fin 2008 (en milliards de dollars) | Évolution 2009/2008 |
| ---- | -------------------------- | ----------- | ----------------------------------------------------------- | ----------------------------------------------------------- | ------------------- |
| 1    | Nyse Euronext US           | États-Unis  | 11,838                                                      | 9,209                                                       | +28,5 %             |
| 2    | Tokyo Stock Exchange Group | Japon       | 3,306                                                       | 3,116                                                       | +6,1 %              |
| 3    | Nasdaq OMX US              | États-Unis  | 3,239                                                       | 2,249                                                       | +44,0 %             |
| 4    | Nyse Euronext Europe       | France      | 2,869                                                       | 2,102                                                       | +36,5 %             |
| 5    | London Stock Exchange      | Royaume-Uni | 2,796                                                       | 1,868                                                       | +49,7 %             |
| 6    | Shanghai Stock Exchange    | Chine       | 2,705                                                       | 1,425                                                       | +89,8 %             |
| 7    | Hong Kong Exchanges        | Chine       | 2,305                                                       | 1,329                                                       | +73,5 %             |
| 8    | TMX Group                  | Canada      | 1,608                                                       | 1,033                                                       | +55,6 %             |
| 9    | B3                         | Brésil      | 1,337                                                       | 592                                                         | +125,9 %            |
| 10   | Bombay Stock Exchange      | Inde        | 1,306                                                       | 647                                                         | +101,9 %            |

Le classement des places boursières en fonction des volumes échangés en 2009 sur chacune d'entre elles.
| Rang | Bourse                     | Pays         | Volumes échangés 2009 (en milliards de dollars) | Volumes échangés 2008 (en milliards de dollars) | Évolution 2009/2008 |
| ---- | -------------------------- | ------------ | ----------------------------------------------- | ----------------------------------------------- | ------------------- |
| 1    | Nyse Euronext US           | États-Unis   | 17,521                                          | 27,651                                          | -36,6 %             |
| 2    | Nasdaq OMX US              | États-Unis   | 13,608                                          | 23,845                                          | -42,9 %             |
| 3    | Shanghai Stock Exchange    | Chine        | 5,056                                           | 2,584                                           | +95,7 %             |
| 4    | Tokyo Stock Exchange Group | Japon        | 3,704                                           | 5,243                                           | -29,4 %             |
| 5    | Shenzhen Stock Exchange    | Chine        | 2,772                                           | 1,242                                           | +123,2 %            |
| 6    | Nyse Euronext Europe       | France       | 1,935                                           | 3,837                                           | -49,6 %             |
| 7    | London Stock Exchange      | Royaume-Uni  | 1,772                                           | 3,844                                           | -53,9 %             |
| 8    | Korea Exchange             | Corée du Sud | 1,570                                           | 1,435                                           | +9,4 %              |
| 9    | Deutsche Börse             | Allemagne    | 1,516                                           | 3,148                                           | -51,8 %             |
| 10   | Hong Kong Exchanges        | Chine        | 1,416                                           | 1,562                                           | -9,3 %              |

Le tableau suivant classe les places boursières en fonction des capitaux levés sur chacune d'entre elles, par l'émission de nouvelles actions.
| Rang | Bourse                         | Pays        | Volumes Levés 2009 (en milliards de dollars) | Volumes Levés 2008 (en milliards de dollars) | Évolution 2009/2008 |
| ---- | ------------------------------ | ----------- | -------------------------------------------- | -------------------------------------------- | ------------------- |
| 1    | Nyse Euronext US               | États-Unis  | 234,2                                        | 280,2                                        | -16,4 %             |
| 2    | London Stock Exchange          | Royaume-Uni | 122,3                                        | 124,6                                        | -1,8 %              |
| 3    | Australian Securities Exchange | Australie   | 86,2                                         | 48,9                                         | +76,3 %             |
| 4    | Hong Kong Exchanges            | Chine       | 81,4                                         | 55,0                                         | +48,0 %             |
| 5    | Shanghai Stock Exchange        | Chine       | 47,7                                         | 27,6                                         | +72,8 %             |
| 6    | Tokyo Stock Exchange Group     | Japon       | 44,2                                         | 13,8                                         | 220,3 %             |
| 7    | B3                             | Brésil      | 41,7                                         | 28,8                                         | +44,8 %             |
| 8    | Borsa Italiana                 | Italie      | 25,9                                         | 11,1                                         | 133,3 %             |
| 9    | Shenzhen Stock Exchange        | Chine       | 25,4                                         | 17,4                                         | +46,0 %             |
| 10   | BME Spanish Exchanges          | Espagne     | 21,6                                         | 32,2                                         | -32,9 %             |

On constate la rapide progression des places boursières des pays émergents, Chine en tête, notamment dans le classement des places par les volumes échangés. Les places occidentales ont été lourdement pénalisées par la crise économique de 2008.
En 2000, la capitalisation boursière mondiale était répartie à 53 % dans les places nord et sud américaines, à 31 % dans les places d'Europe, d'Afrique et du Moyen-Orient, et à 16 % dans les places d'Asie Pacifique. En 2009, la part des Amériques est descendue à 41 %, celle d'Europe-Afrique-Moyen-Orient à 28 %, tandis que la part des places d'Asie Pacifique augmente à 31 %.

## Horaires d'ouverture des principales places occidentales
Heures françaises
- Paris : 9h00 - 17h30
- Londres : 9h30 -17h30
- Francfort : 9h00 - 20h00
- Zurich : 9h00 - 17h30
- Milan : 9h00 - 17h30
- Madrid : 9h00 - 17h30
- Amsterdam : 9h00 - 17h30
- Bruxelles : 9h00 - 17h30
- Luxembourg: 9h00 - 17h35
- NYSE (Wall Street) : 9h30 - 16h00 (heure de New York), 15h30 - 22h00 (heure française) (14h30-21h00 du dernier dimanche d'octobre au premier de novembre et du deuxième dimanche de mars au dernier dimanche de mars (Heure d'été)
- NASDAQ : 9h30 - 16h00 (heure de New York), 15h30 - 22h00 (heure française (cf NYSE))

## Bourses des matières premières
Les places boursières où sont cotées les matières premières sont presque toutes situées dans les pays industrialisés, c'est-à-dire dans les pays consommateurs plutôt que dans les pays producteurs.

## Plateformes alternatives (MTF)
Depuis la directive européenne MIF mise en œuvre en novembre 2007 en France, sont apparues de nouvelles places boursières, les MTF (multilateral trade facilities). Les MTF doivent être une alternative aux anciens monopoles nationaux qu'étaient les bourses de valeur traditionnelles et créer la concurrence.
Une centaine de MTF ont fait leur apparition en Europe depuis 2007. Elles sont exploitées par des prestataires de services d'investissement ou par des entreprises de marché. Elles organisent la négociation de valeurs mobilières selon leurs propres règles, qui doivent en France être au préalable acceptées par l'Autorité des marchés financiers. Elles sont donc soumises à une réglementation, à des obligations de transparence, aussi bien en pré-négociation qu'en post-négociation.
Elles se caractérisent par un positionnement low-cost. Leurs coûts de structure sont réduits : elles ne cotent que les valeurs les plus liquides, celles des grands indices européens, au détriment des petites et moyennes entreprises ; elles utilisent de nouvelles chambres de compensation pour le règlement/livraison des titres ; elles ont mis en place un système de rémunération des apporteurs de liquidité : les ordres qui apportent de la liquidité sont rémunérés, alors que les ordres qui en retirent sont facturés en fonction du montant de la transaction.
D'autre part, elles ont acquis une technologie très innovante, qui leur permet d'exécuter les ordres en quelques millisecondes. C'est crucial en particulier pour les traders haute fréquence qui multiplient les opérations d'achat et de vente dans une même journée et dont le nombre n'a cessé de croître ces dernières années. Cela a même amené Nyse Euronext à déménager ses serveurs informatiques depuis la banlieue de Paris vers celle de Londres, où se trouvent la plupart des traders haute fréquence d'Europe, de façon à augmenter la vitesse de traitement des ordres de ses clients.
Elles peuvent donc proposer des tarifs très agressifs (25 % de moins en moyenne), et ont désormais une place incontournable en Europe. On estime qu'elles ont capté 30 % de l'ensemble des transactions boursières européennes sur les actions en 2010.
En particulier trois MTF avaient émergé en Europe : Turquoise, racheté par le London Stock Exchange en 2009, BATS Europe, et Chi-X Europe. Chi-X Europe appartenait au courtier américain en ligne Instinet et à une douzaine d'établissements financiers, dont la Société générale et BNP Paribas. Basée à Londres, fondée en 2007, Chi-X est devenue en 2010 la deuxième place de négociation des actions d'Europe avec 1 580 milliards d'euros de transactions sur les actions et 15 % de parts du marché européen, encore derrière le London Stock Exchange, mais devant Nyse Euronext et ses 1 533 milliards d'euros de transactions. En France, Chi-X contrôle plus de 20 % des volumes échangés sur les valeurs du CAC40. Chi-X n'avait que 10,3 % du marché européen en août 2009, derrière LSE, Nyse Euronext et Deutsche Börse, et seulement 8,2 % en août 2008.
BATS Global Markets de son côté est la troisième bourse d'actions aux États-Unis en volumes. Elle cherche à étendre son activité au Canada, au Brésil, et aux produits dérivés. BATS Global Markets est parvenu à un accord en mars 2011 pour racheter Chi-X Europe et la fusionner avec sa propre plateforme européenne. La nouvelle entité représentera 23 % des échanges sur les actions en Europe et se rapprochera un peu plus du LSE.
Le mouvement de concentration qui touche les bourses de valeurs traditionnelles est donc appelé à concerner également les MTF. En effet, l'objectif de baisse des coûts de transaction est désormais atteint, les acteurs en place n'ont qu'une faible rentabilité, et des débats ont lieu à Bruxelles pour aligner la réglementation des MTF sur celle des acteurs traditionnels.

## Fiscalité
En France, les dividendes et les plus-values de cessions sont soumis soit à l'impôt sur le revenu (et aux prélèvements sociaux):
- 2008 : soit au prélèvement libératoire forfaitaire (21 % + 15,5 % de prélèvements sociaux)[22]. Les plus-values sont taxées à 36,5 % (21 % + 15,5 %) au-delà d'un seuil de cession fixé, entre 2008 et 2010, à 25 830 € par an.
- 2012 : les 15,5 % de prélèvements sociaux sont depuis le premier octobre 2012 prélevés dès le premier euro de cession.
- 2013 : en 2013, afin de simplifier l'imposition des bénéfices boursiers, les gains ne sont plus soumis à une taxation forfaitaire de 39,5 % mais intégrés au barème progressif de l’impôt sur le revenu. L’impôt se fait alors en fonction de la tranche dans laquelle se situe le salaires plus les bénéfices de plus-value.